# Bellver de Cerdanya
Bellver de Cerdanya település Spanyolországban, Lleida tartományban. Bellver de Cerdanya Lles de Cerdanya, Meranges, Prullans, Ger, Isòvol, Prats i Sansor, Riu de Cerdanya, Guardiola de Berguedà, Bagà, Gisclareny és Montellà i Martinet községekkel határos. Lakosainak száma 2260 fő (2024).

## Népesség
A település lakosságának változását az alábbi diagram mutatja:
| Lakosok száma | 1190 | 2125 | 1739 | 1745 | 1605 | 1738 | 2231 | 2075 | 1937 | 2260 |
|               | 1717 | 1887 | 1936 | 1960 | 1986 | 2004 | 2009 | 2014 | 2019 | 2024 |